# Belgranodeutsch
Belgranodeutsch is een dialect van de Hoogduitse taal, dat in de Argentijnse hoofdstad Buenos Aires gesproken wordt. Belgranodeutsch is Hoogduits met Spaanse worden. Belgrano is een wijk in Buenos Aires, die een Duitstalige school heeft.